# Bisdom Savona-Noli
Het bisdom Savona-Noli (Latijn: Dioecesis Savonensis-Naulensis; Italiaans: Diocesi di Savona-Noli) is een bisdom van de Rooms-Katholieke Kerk in Italië.
Het bisdom dat suffragaan is aan het aartsbisdom Genua valt grotendeels samen met de provincie Savona. Drie parochies van het bisdom bevinden zich in de provincie Genua. De zetel van het bisdom is in Savona. Het bisdom bestond tot 1820 als een zelfstandig bisdom. In dat jaar voegde paus Pius VII, met de pauselijke bul Dominici Gregis, het bisdom Noli aan Savona toe. 
Het bisdom heeft 133.000 inwoners waarvan 98,2% katholiek is. Deze worden door 80 priesters bediend in 70 parochies. Sinds 30 november 2007 is Vittorio Lupi bisschop van Savona-Noli.
Verschillende leden van de familie Della Rovere waren bisschop van Savona, onder wie de latere paus Julius II.

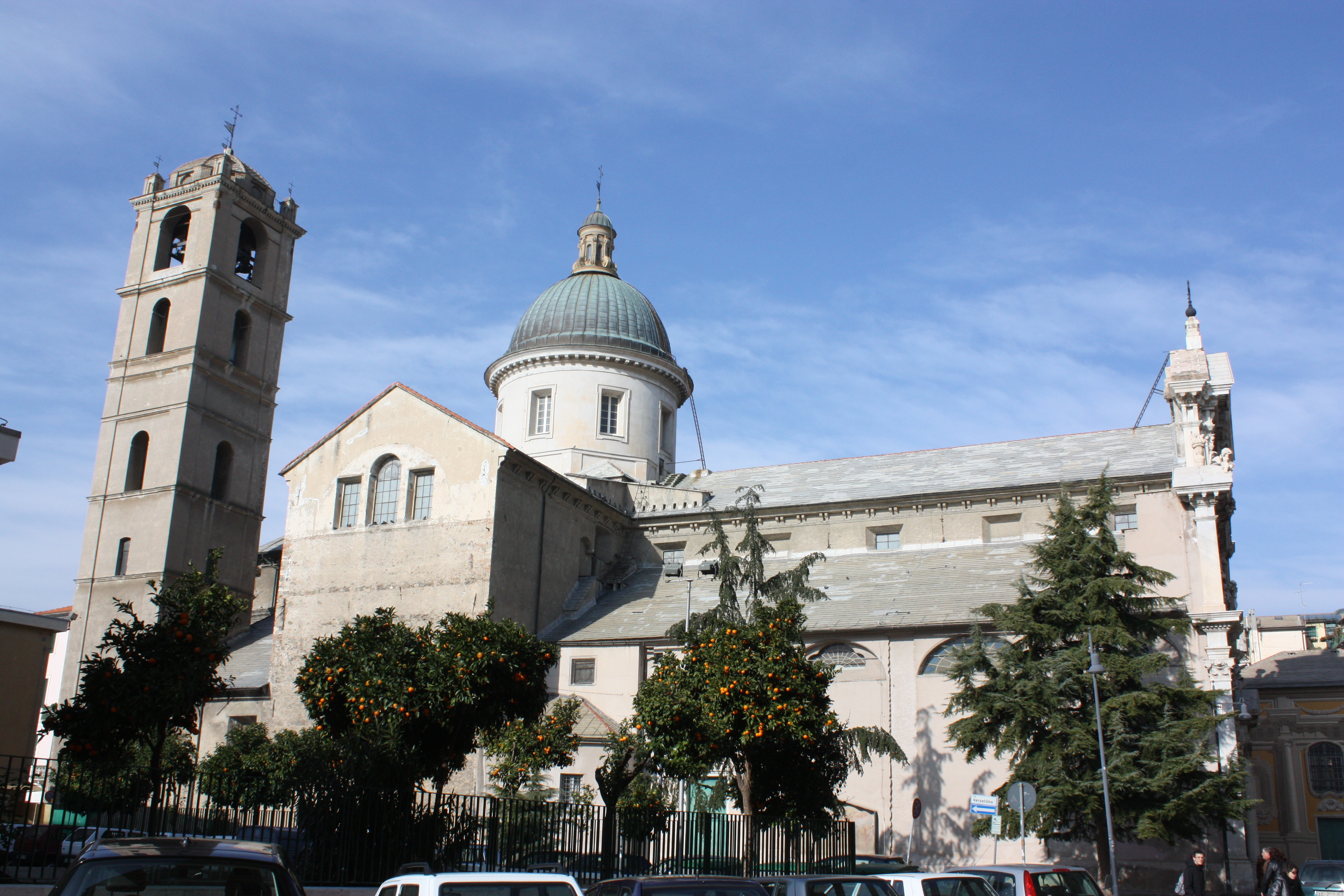
De kathedraal van Savona, zetel van het bisdom Savona-Noli
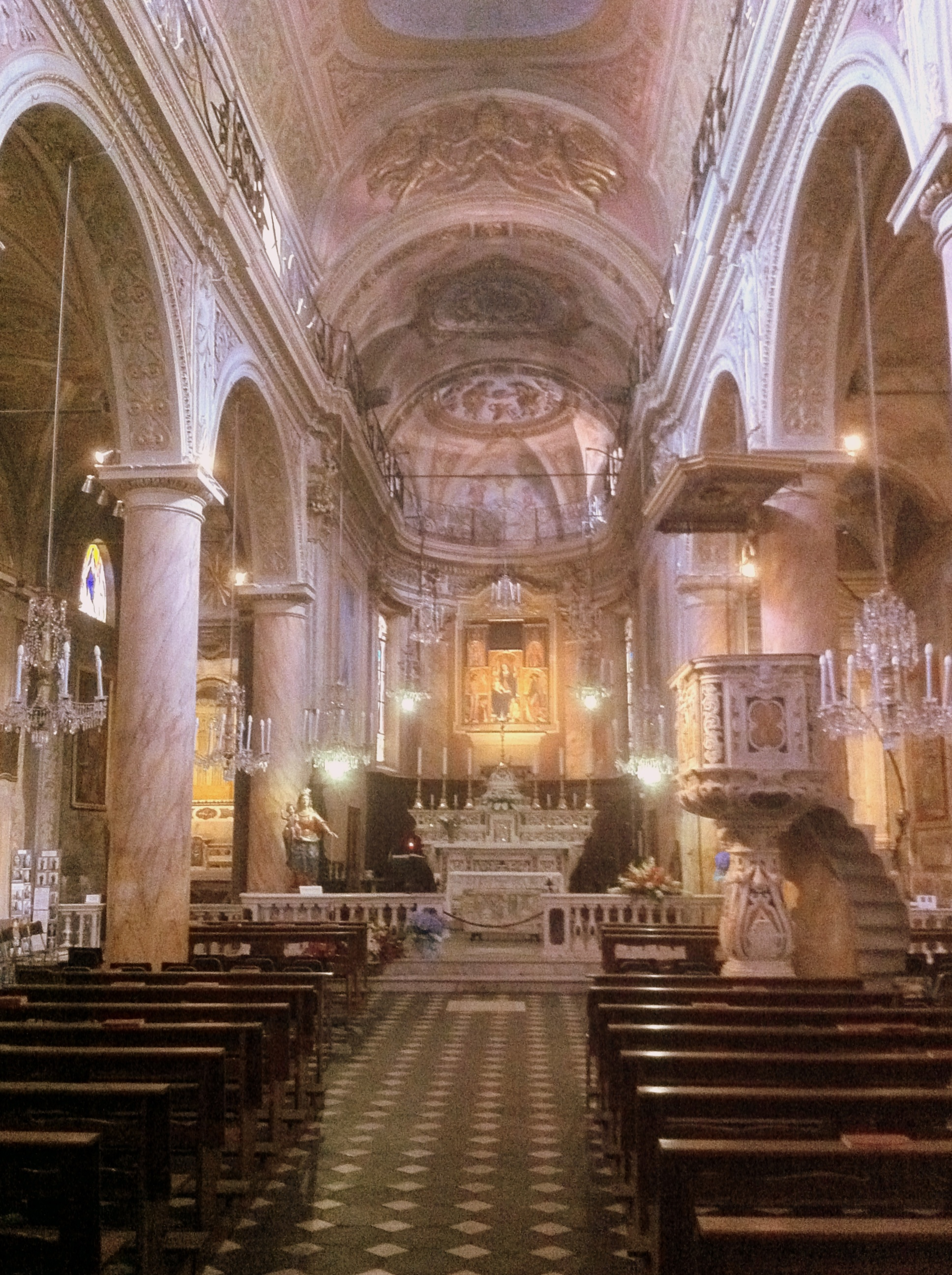
Cokathedraal van Noli
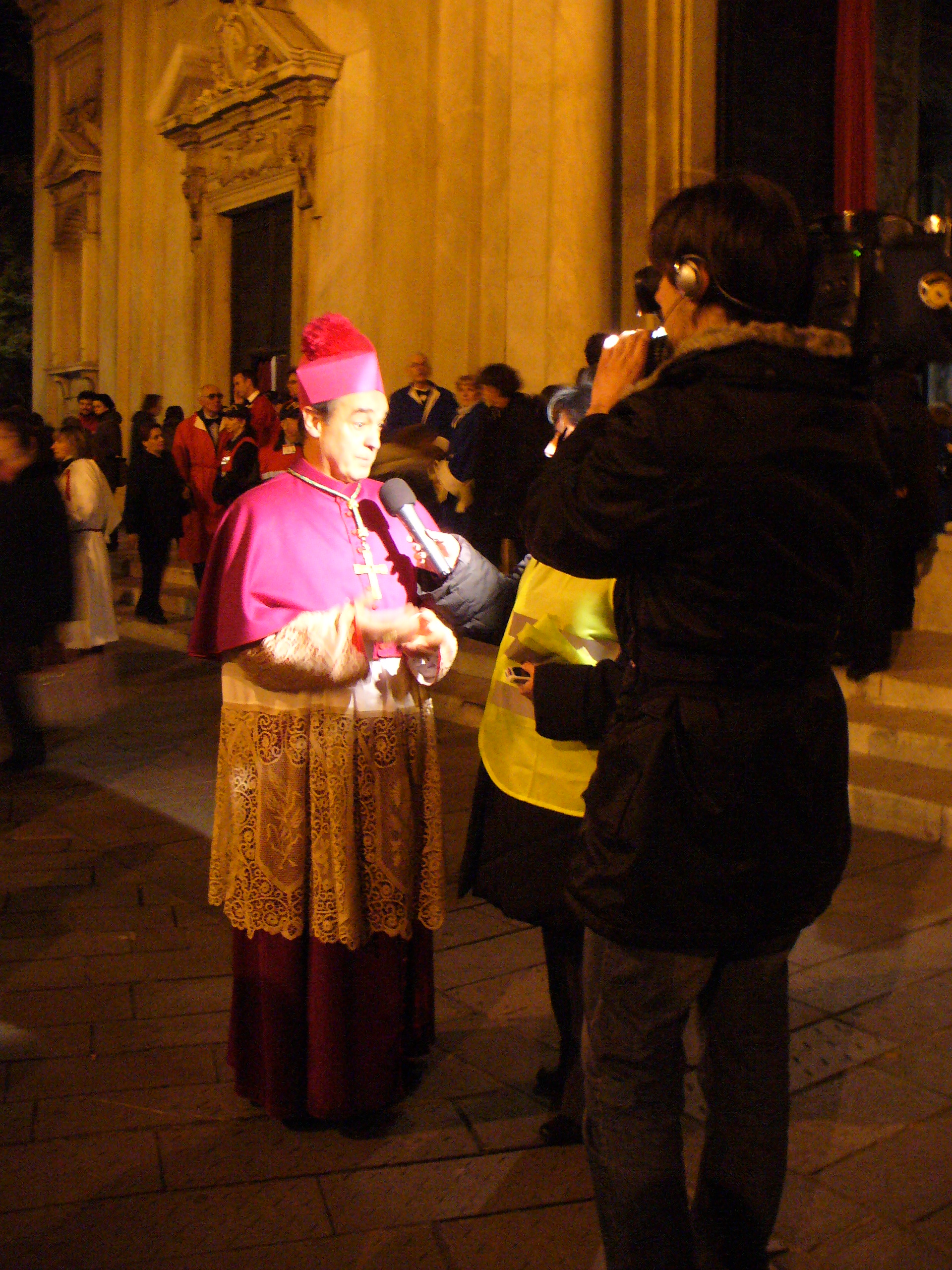
Bisschop Vittorio Lupi

Genua (aartsbisdom) · Albenga-Imperia · Chiavari · La Spezia-Sarzana-Brugnato · Savona-Noli · Tortona · Ventimiglia-San Remo